# محامي طلاق واقع في الحب
محامي طلاق واقع في الحب (هانغل:이혼변호사는 연애중) مسلسل كوري جنوبي من بطوله 	جو يوي-جيونغ و 	جو يوي-جيونغ بدا بثه علي SBS من 18 أبريل الي 14 يونيو 2015 أيام السبت والاحد في 22:00 ل 18 حلقه. 

## ملخص
غو شيوك-هي وسو جونغ-وو بدأا العمل معا تحت قانون صارم. هي محاميه طلاق وهو مدير مكتبها. عاملته كأقل منها وهو اغضبها باستمرار بالاشاره الي اخطائها ومناداتها «تشاكي» من خلف ظهرها ولكن شيوك كانت طموحه ومصممه علي كسب جميع قضابا عملائها ولكن الاخطاء الغير قانونيه سببت تعطيل رخصتها.
في هذه الاثناء جونغ وو درس وحصل علي شهاده الحقوق. بعد سنوات انتهي بهم الامر للعمل معا مره اخري لكن تحت قانون مختلف، هذه المرة انتقلبت الاوضاع فهو أصبح محامس طلاق وأصبحت هي مديره مكتبه ليتسني لجونغ وو الحصول علي انتقامه.

## وصلات خارجية
- محامي طلاق واقع في الحب على موقع IMDb (الإنجليزية)
- محامي طلاق واقع في الحب على موقع كينوبويسك (الروسية)
- محامي طلاق واقع في الحب على موقع قاعدة بيانات الفيلم (الإنجليزية)